# Eleições europeias de 2014 em Coimbra

## Resultados Oficiais
| Partido                 | Partido                               | Votos   | %               | +/-   |
| ----------------------- | ------------------------------------- | ------- | --------------- | ----- |
|                         | Partido Socialista                    | 14 381  | 30,62 / 100,00  | 3,78  |
|                         | Aliança Portugal                      | 10 867  | 23,14 / 100,00  | 11,95 |
|                         | Coligação Democrática Unitária        | 6 341   | 13,50 / 100,00  | 2,40  |
|                         | Partido da Terra                      | 4 620   | 9,84 / 100,00   | 9,36  |
|                         | Bloco de Esquerda                     | 3 162   | 6,73 / 100,00   | 8,03  |
|                         | LIVRE                                 | 1 344   | 2,86 / 100,00   | Novo  |
|                         | Partido pelos Animais e pela Natureza | 716     | 1,52 / 100,00   | Novo  |
|                         | PCTP/MRPP                             | 693     | 1,48 / 100,00   | 0,44  |
|                         | Outros                                | 1 214   | 2,61 / 100,00   |       |
| Votos Inválidos         | Votos Inválidos                       | 3 622   | 7,71 / 100,00   | 0,46  |
| Total                   | Total                                 | 46 960  | 100,00 / 100,00 |       |
| Eleitorado/Participação | Eleitorado/Participação               | 129 150 | 36,36 / 100,00  | 3,33  |

## Resultados por Freguesia
Os resultados seguintes referem-se aos partidos que obtiveram mais de 1,00% dos votos:
| Freguesia                                      | %     | %     | %     | %     | %    | %    | %    | %    | Votantes |
| Freguesia                                      | PS    | AP    | CDU   | MPT   | BE   | L    | PAN  | PCTP | Votantes |
| ---------------------------------------------- | ----- | ----- | ----- | ----- | ---- | ---- | ---- | ---- | -------- |
| Almalaguês                                     | 33,77 | 19,05 | 15,37 | 8,98  | 9,09 | 1,19 | 1,08 | 2,81 | 924      |
| Antuzede e Vil de Matos                        | 41,89 | 18,58 | 11,60 | 7,22  | 6,15 | 1,89 | 1,54 | 2,25 | 845      |
| Assafarge e Antanhol                           | 28,62 | 23,08 | 12,12 | 11,02 | 7,80 | 2,50 | 1,52 | 1,46 | 1 642    |
| Brasfemes                                      | 37,42 | 13,39 | 15,48 | 7,90  | 6,77 | 3,23 | 1,61 | 1,45 | 620      |
| Ceira                                          | 29,76 | 22,84 | 15,83 | 9,38  | 5,69 | 1,52 | 1,33 | 2,56 | 1 055    |
| Cernache                                       | 32,44 | 18,76 | 14,87 | 9,64  | 7,17 | 2,02 | 1,42 | 2,24 | 1 338    |
| Eiras e São Paulo de Frades                    | 31,78 | 19,54 | 14,29 | 9,94  | 6,65 | 2,41 | 2,34 | 2,12 | 5 425    |
| Santa Clara e Castelo Viegas                   | 28,22 | 23,87 | 13,36 | 10,97 | 7,42 | 3,35 | 1,50 | 1,14 | 3 855    |
| Santo António dos Olivais                      | 25,66 | 27,25 | 12,39 | 10,66 | 7,11 | 4,07 | 1,59 | 0,93 | 14 772   |
| São João do Campo                              | 40,40 | 14,85 | 21,78 | 6,53  | 3,17 | 0,79 | 0,59 | 1,58 | 505      |
| São Martinho de Árvore e Lamarosa              | 34,22 | 22,30 | 13,18 | 9,96  | 4,21 | 0,98 | 0,70 | 3,51 | 713      |
| São Martinho do Bispo e Ribeira de Frades      | 35,04 | 18,55 | 13,34 | 10,87 | 6,54 | 2,15 | 1,56 | 1,63 | 4 738    |
| São Silvestre                                  | 45,51 | 16,89 | 12,53 | 6,33  | 6,73 | 0,53 | 0,66 | 1,19 | 758      |
| Sé Nova, Santa Cruz, Almedina e São Bartolomeu | 26,02 | 29,97 | 13,52 | 8,89  | 7,13 | 3,27 | 1,39 | 1,14 | 5 172    |
| Souselas e Botão                               | 40,31 | 21,36 | 14,19 | 5,27  | 4,39 | 1,24 | 1,10 | 1,46 | 1 367    |
| Taveiro, Ameal e Arzila                        | 42,24 | 12,29 | 17,22 | 8,83  | 4,42 | 1,47 | 0,74 | 2,13 | 1 359    |
| Torres do Mondego                              | 41,54 | 16,93 | 15,49 | 6,38  | 5,08 | 1,43 | 1,17 | 1,95 | 768      |
| Trouxemil e Torre de Vilela                    | 38,04 | 17,57 | 12,95 | 10,24 | 6,16 | 1,63 | 1,09 | 1,72 | 1 104    |
| Coimbra                                        | 30,62 | 23,14 | 13,50 | 9,84  | 6,73 | 2,86 | 1,52 | 1,48 | 46 960   |

#### Almalaguês
| Partido                 | Partido                               | Votos | %               | +/-  |
| ----------------------- | ------------------------------------- | ----- | --------------- | ---- |
|                         | Partido Socialista                    | 312   | 33,77 / 100,00  | 2,83 |
|                         | Aliança Portugal                      | 176   | 19,05 / 100,00  | 9,40 |
|                         | Coligação Democrática Unitária        | 142   | 15,37 / 100,00  | 2,63 |
|                         | Bloco de Esquerda                     | 84    | 9,09 / 100,00   | 4,51 |
|                         | Partido da Terra                      | 83    | 8,98 / 100,00   | 8,41 |
|                         | PCTP/MRPP                             | 26    | 2,81 / 100,00   | 1,56 |
|                         | LIVRE                                 | 11    | 1,19 / 100,00   | Novo |
|                         | Partido pelos Animais e pela Natureza | 10    | 1,08 / 100,00   | Novo |
|                         | Outros                                | 18    | 1,94 / 100,00   |      |
| Votos Inválidos         | Votos Inválidos                       | 62    | 6,71 / 100,00   | 2,30 |
| Total                   | Total                                 | 924   | 100,00 / 100,00 |      |
| Eleitorado/Participação | Eleitorado/Participação               | 2 800 | 33,00 / 100,00  | 1,82 |

#### Antuzede e Vil de Matos
| Partido                 | Partido                               | Votos | %               |
| ----------------------- | ------------------------------------- | ----- | --------------- |
|                         | Partido Socialista                    | 354   | 41,89 / 100,00  |
|                         | Aliança Portugal                      | 157   | 18,58 / 100,00  |
|                         | Coligação Democrática Unitária        | 98    | 11,60 / 100,00  |
|                         | Partido da Terra                      | 61    | 7,22 / 100,00   |
|                         | Bloco de Esquerda                     | 52    | 6,15 / 100,00   |
|                         | PCTP/MRPP                             | 19    | 2,25 / 100,00   |
|                         | LIVRE                                 | 16    | 1,89 / 100,00   |
|                         | Partido pelos Animais e pela Natureza | 13    | 1,54 / 100,00   |
|                         | Outros                                | 23    | 2,74 / 100,00   |
| Votos Inválidos         | Votos Inválidos                       | 52    | 6,16 / 100,00   |
| Total                   | Total                                 | 845   | 100,00 / 100,00 |
| Eleitorado/Participação | Eleitorado/Participação               | 2 782 | 30,37 / 100,00  |

#### Assafarge e Antanhol
| Partido                 | Partido                               | Votos | %               |
| ----------------------- | ------------------------------------- | ----- | --------------- |
|                         | Partido Socialista                    | 470   | 28,62 / 100,00  |
|                         | Aliança Portugal                      | 379   | 23,08 / 100,00  |
|                         | Coligação Democrática Unitária        | 199   | 12,12 / 100,00  |
|                         | Partido da Terra                      | 181   | 11,02 / 100,00  |
|                         | Bloco de Esquerda                     | 128   | 7,80 / 100,00   |
|                         | LIVRE                                 | 41    | 2,50 / 100,00   |
|                         | Partido pelos Animais e pela Natureza | 25    | 1,52 / 100,00   |
|                         | PCTP/MRPP                             | 24    | 1,46 / 100,00   |
|                         | Outros                                | 46    | 2,80 / 100,00   |
| Votos Inválidos         | Votos Inválidos                       | 149   | 9,07 / 100,00   |
| Total                   | Total                                 | 1 642 | 100,00 / 100,00 |
| Eleitorado/Participação | Eleitorado/Participação               | 4 502 | 36,47 / 100,00  |

#### Brasfemes
| Partido                 | Partido                               | Votos | %               | +/-   |
| ----------------------- | ------------------------------------- | ----- | --------------- | ----- |
|                         | Partido Socialista                    | 232   | 37,42 / 100,00  | 4,42  |
|                         | Coligação Democrática Unitária        | 96    | 15,48 / 100,00  | 3,91  |
|                         | Aliança Portugal                      | 83    | 13,39 / 100,00  | 11,47 |
|                         | Partido da Terra                      | 49    | 7,90 / 100,00   | 6,90  |
|                         | Bloco de Esquerda                     | 42    | 6,77 / 100,00   | 5,23  |
|                         | LIVRE                                 | 20    | 3,23 / 100,00   | Novo  |
|                         | Partido pelos Animais e pela Natureza | 10    | 1,61 / 100,00   | Novo  |
|                         | PCTP/MRPP                             | 9     | 1,45 / 100,00   | 0,02  |
|                         | Outros                                | 21    | 3,38 / 100,00   |       |
| Votos Inválidos         | Votos Inválidos                       | 58    | 9,35 / 100,00   | 3,51  |
| Total                   | Total                                 | 620   | 100,00 / 100,00 |       |
| Eleitorado/Participação | Eleitorado/Participação               | 1 771 | 35,01 / 100,00  | 4,25  |

#### Ceiras
| Partido                 | Partido                               | Votos | %               | +/-   |
| ----------------------- | ------------------------------------- | ----- | --------------- | ----- |
|                         | Partido Socialista                    | 314   | 29,76 / 100,00  | 0,04  |
|                         | Aliança Portugal                      | 241   | 22,84 / 100,00  | 12,84 |
|                         | Coligação Democrática Unitária        | 167   | 15,83 / 100,00  | 5,65  |
|                         | Partido da Terra                      | 99    | 9,38 / 100,00   | 9,13  |
|                         | Bloco de Esquerda                     | 60    | 5,69 / 100,00   | 7,22  |
|                         | PCTP/MRPP                             | 27    | 2,56 / 100,00   | 0,99  |
|                         | LIVRE                                 | 16    | 1,52 / 100,00   | Novo  |
|                         | Partido pelos Animais e pela Natureza | 14    | 1,33 / 100,00   | Novo  |
|                         | Outros                                | 30    | 2,84 / 100,00   |       |
| Votos Inválidos         | Votos Inválidos                       | 87    | 8,25 / 100,00   | 1,71  |
| Total                   | Total                                 | 1 055 | 100,00 / 100,00 |       |
| Eleitorado/Participação | Eleitorado/Participação               | 3 469 | 30,41 / 100,00  | 1,34  |

#### Cernache
| Partido                 | Partido                               | Votos | %               | +/-  |
| ----------------------- | ------------------------------------- | ----- | --------------- | ---- |
|                         | Partido Socialista                    | 434   | 32,44 / 100,00  | 0,63 |
|                         | Aliança Portugal                      | 251   | 18,76 / 100,00  | 7,87 |
|                         | Coligação Democrática Unitária        | 199   | 14,87 / 100,00  | 2,29 |
|                         | Partido da Terra                      | 129   | 9,64 / 100,00   | 9,05 |
|                         | Bloco de Esquerda                     | 96    | 7,17 / 100,00   | 7,46 |
|                         | PCTP/MRPP                             | 30    | 2,24 / 100,00   | 0,56 |
|                         | LIVRE                                 | 27    | 2,02 / 100,00   | Novo |
|                         | Partido pelos Animais e pela Natureza | 19    | 1,42 / 100,00   | Novo |
|                         | Outros                                | 40    | 2,99 / 100,00   |      |
| Votos Inválidos         | Votos Inválidos                       | 113   | 8,44 / 100,00   | 0,62 |
| Total                   | Total                                 | 1 338 | 100,00 / 100,00 |      |
| Eleitorado/Participação | Eleitorado/Participação               | 3 543 | 37,76 / 100,00  | 1,49 |

#### Eiras e São Paulo de Frades
| Partido                 | Partido                               | Votos  | %               |
| ----------------------- | ------------------------------------- | ------ | --------------- |
|                         | Partido Socialista                    | 1 724  | 31,78 / 100,00  |
|                         | Aliança Portugal                      | 1 060  | 19,54 / 100,00  |
|                         | Coligação Democrática Unitária        | 775    | 14,29 / 100,00  |
|                         | Partido da Terra                      | 539    | 9,94 / 100,00   |
|                         | Bloco de Esquerda                     | 361    | 6,65 / 100,00   |
|                         | LIVRE                                 | 131    | 2,41 / 100,00   |
|                         | Partido pelos Animais e pela Natureza | 127    | 2,34 / 100,00   |
|                         | PCTP/MRPP                             | 115    | 2,12 / 100,00   |
|                         | Outros                                | 155    | 2,86 / 100,00   |
| Votos Inválidos         | Votos Inválidos                       | 438    | 8,07 / 100,00   |
| Total                   | Total                                 | 5 425  | 100,00 / 100,00 |
| Eleitorado/Participação | Eleitorado/Participação               | 15 664 | 34,63 / 100,00  |

#### Santa Clara e Castelo Viegas
| Partido                 | Partido                               | Votos  | %               |
| ----------------------- | ------------------------------------- | ------ | --------------- |
|                         | Partido Socialista                    | 1 088  | 28,22 / 100,00  |
|                         | Aliança Portugal                      | 920    | 23,87 / 100,00  |
|                         | Coligação Democrática Unitária        | 515    | 13,36 / 100,00  |
|                         | Partido da Terra                      | 423    | 10,97 / 100,00  |
|                         | Bloco de Esquerda                     | 286    | 7,42 / 100,00   |
|                         | LIVRE                                 | 129    | 3,35 / 100,00   |
|                         | Partido pelos Animais e pela Natureza | 58     | 1,50 / 100,00   |
|                         | PCTP/MRPP                             | 44     | 1,14 / 100,00   |
|                         | Outros                                | 93     | 2,41 / 100,00   |
| Votos Inválidos         | Votos Inválidos                       | 299    | 7,76 / 100,00   |
| Total                   | Total                                 | 3 855  | 100,00 / 100,00 |
| Eleitorado/Participação | Eleitorado/Participação               | 10 732 | 35,92 / 100,00  |

#### Santo António dos Olivais
| Partido                 | Partido                               | Votos  | %               | +/-   |
| ----------------------- | ------------------------------------- | ------ | --------------- | ----- |
|                         | Aliança Portugal                      | 4 026  | 27,25 / 100,00  | 13,66 |
|                         | Partido Socialista                    | 3 790  | 25,66 / 100,00  | 3,91  |
|                         | Coligação Democrática Unitária        | 1 830  | 12,39 / 100,00  | 3,28  |
|                         | Partido da Terra                      | 1 575  | 10,66 / 100,00  | 10,27 |
|                         | Bloco de Esquerda                     | 1 050  | 7,11 / 100,00   | 8,45  |
|                         | LIVRE                                 | 601    | 4,07 / 100,00   | Novo  |
|                         | Partido pelos Animais e pela Natureza | 235    | 1,59 / 100,00   | Novo  |
|                         | Outros                                | 471    | 3,20 / 100,00   |       |
| Votos Inválidos         | Votos Inválidos                       | 1 194  | 8,08 / 100,00   | 0,67  |
| Total                   | Total                                 | 14 772 | 100,00 / 100,00 |       |
| Eleitorado/Participação | Eleitorado/Participação               | 35 295 | 41,85 / 100,00  | 4,18  |

#### São João do Campo
| Partido                 | Partido                        | Votos | %               | +/-  |
| ----------------------- | ------------------------------ | ----- | --------------- | ---- |
|                         | Partido Socialista             | 204   | 40,40 / 100,00  | 3,12 |
|                         | Coligação Democrática Unitária | 110   | 21,78 / 100,00  | 2,95 |
|                         | Aliança Portugal               | 75    | 14,85 / 100,00  | 6,00 |
|                         | Partido da Terra               | 33    | 6,53 / 100,00   | 6,35 |
|                         | Bloco de Esquerda              | 16    | 3,17 / 100,00   | 3,72 |
|                         | PCTP/MRPP                      | 8     | 1,58 / 100,00   | 0,19 |
|                         | Partido da Nova Democracia     | 6     | 1,19 / 100,00   | -    |
|                         | Outros                         | 18    | 3,56 / 100,00   |      |
| Votos Inválidos         | Votos Inválidos                | 35    | 6,93 / 100,00   | 0,92 |
| Total                   | Total                          | 505   | 100,00 / 100,00 |      |
| Eleitorado/Participação | Eleitorado/Participação        | 1 867 | 27,05 / 100,00  | 1,21 |

#### São Martinho de Árvore e Lamarosa
| Partido                 | Partido                        | Votos | %               |
| ----------------------- | ------------------------------ | ----- | --------------- |
|                         | Partido Socialista             | 244   | 34,22 / 100,00  |
|                         | Aliança Portugal               | 159   | 22,30 / 100,00  |
|                         | Coligação Democrática Unitária | 94    | 13,18 / 100,00  |
|                         | Partido da Terra               | 71    | 9,96 / 100,00   |
|                         | Bloco de Esquerda              | 30    | 4,21 / 100,00   |
|                         | PCTP/MRPP                      | 25    | 3,51 / 100,00   |
|                         | Partido Popular Monárquico     | 9     | 1,26 / 100,00   |
|                         | Outros                         | 35    | 4,90 / 100,00   |
| Votos Inválidos         | Votos Inválidos                | 46    | 6,45 / 100,00   |
| Total                   | Total                          | 713   | 100,00 / 100,00 |
| Eleitorado/Participação | Eleitorado/Participação        | 2 738 | 26,04 / 100,00  |

#### São Martinho do Bispo e Ribeira de Frades
| Partido                 | Partido                               | Votos  | %               |
| ----------------------- | ------------------------------------- | ------ | --------------- |
|                         | Partido Socialista                    | 1 660  | 35,04 / 100,00  |
|                         | Aliança Portugal                      | 879    | 18,55 / 100,00  |
|                         | Coligação Democrática Unitária        | 632    | 13,34 / 100,00  |
|                         | Partido da Terra                      | 515    | 10,87 / 100,00  |
|                         | Bloco de Esquerda                     | 310    | 6,54 / 100,00   |
|                         | LIVRE                                 | 102    | 2,15 / 100,00   |
|                         | PCTP/MRPP                             | 77     | 1,63 / 100,00   |
|                         | Partido pelos Animais e pela Natureza | 74     | 1,56 / 100,00   |
|                         | Outros                                | 125    | 2,64 / 100,00   |
| Votos Inválidos         | Votos Inválidos                       | 364    | 7,68 / 100,00   |
| Total                   | Total                                 | 4 738  | 100,00 / 100,00 |
| Eleitorado/Participação | Eleitorado/Participação               | 14 122 | 33,55 / 100,00  |

#### São Silvestre
| Partido                 | Partido                        | Votos | %               | +/-   |
| ----------------------- | ------------------------------ | ----- | --------------- | ----- |
|                         | Partido Socialista             | 345   | 45,51 / 100,00  | 10,81 |
|                         | Aliança Portugal               | 128   | 16,89 / 100,00  | 10,77 |
|                         | Coligação Democrática Unitária | 95    | 12,53 / 100,00  | 1,16  |
|                         | Bloco de Esquerda              | 51    | 6,73 / 100,00   | 7,22  |
|                         | Partido da Terra               | 48    | 6,33 / 100,00   | 6,10  |
|                         | PCTP/MRPP                      | 9     | 1,19 / 100,00   | 0,10  |
|                         | Outros                         | 31    | 4,10 / 100,00   |       |
| Votos Inválidos         | Votos Inválidos                | 51    | 6,73 / 100,00   | 1,25  |
| Total                   | Total                          | 758   | 100,00 / 100,00 |       |
| Eleitorado/Participação | Eleitorado/Participação        | 2 683 | 28,25 / 100,00  | 4,31  |

#### Sé Nova, Santa Cruz, Almedina e São Bartolomeu
| Partido                 | Partido                               | Votos  | %               |
| ----------------------- | ------------------------------------- | ------ | --------------- |
|                         | Aliança Portugal                      | 1 550  | 29,97 / 100,00  |
|                         | Partido Socialista                    | 1 346  | 26,02 / 100,00  |
|                         | Coligação Democrática Unitária        | 699    | 13,52 / 100,00  |
|                         | Partido da Terra                      | 460    | 8,89 / 100,00   |
|                         | Bloco de Esquerda                     | 369    | 7,13 / 100,00   |
|                         | LIVRE                                 | 169    | 3,27 / 100,00   |
|                         | Partido pelos Animais e pela Natureza | 72     | 1,39 / 100,00   |
|                         | PCTP/MRPP                             | 59     | 1,14 / 100,00   |
|                         | Outros                                | 128    | 2,48 / 100,00   |
| Votos Inválidos         | Votos Inválidos                       | 320    | 6,19 / 100,00   |
| Total                   | Total                                 | 5 172  | 100,00 / 100,00 |
| Eleitorado/Participação | Eleitorado/Participação               | 13 534 | 38,21 / 100,00  |

#### Souselas e Botão
| Partido                 | Partido                               | Votos | %               |
| ----------------------- | ------------------------------------- | ----- | --------------- |
|                         | Partido Socialista                    | 551   | 40,31 / 100,00  |
|                         | Aliança Portugal                      | 292   | 21,36 / 100,00  |
|                         | Coligação Democrática Unitária        | 194   | 14,19 / 100,00  |
|                         | Partido da Terra                      | 72    | 5,27 / 100,00   |
|                         | Bloco de Esquerda                     | 60    | 4,39 / 100,00   |
|                         | PCTP/MRPP                             | 20    | 1,46 / 100,00   |
|                         | LIVRE                                 | 17    | 1,24 / 100,00   |
|                         | Partido pelos Animais e pela Natureza | 15    | 1,10 / 100,00   |
|                         | Outros                                | 28    | 2,04 / 100,00   |
| Votos Inválidos         | Votos Inválidos                       | 118   | 8,63 / 100,00   |
| Total                   | Total                                 | 1 367 | 100,00 / 100,00 |
| Eleitorado/Participação | Eleitorado/Participação               | 4 338 | 31,51 / 100,00  |

#### Taveiro, Ameal e Arzila
| Partido                 | Partido                          | Votos | %               |
| ----------------------- | -------------------------------- | ----- | --------------- |
|                         | Partido Socialista               | 574   | 42,24 / 100,00  |
|                         | Coligação Democrática Unitária   | 234   | 17,22 / 100,00  |
|                         | Aliança Portugal                 | 167   | 12,29 / 100,00  |
|                         | Partido da Terra                 | 120   | 8,83 / 100,00   |
|                         | Bloco de Esquerda                | 60    | 4,42 / 100,00   |
|                         | PCTP/MRPP                        | 29    | 2,13 / 100,00   |
|                         | LIVRE                            | 20    | 1,47 / 100,00   |
|                         | Movimento Alternativa Socialista | 20    | 1,47 / 100,00   |
|                         | Outros                           | 38    | 2,64 / 100,00   |
| Votos Inválidos         | Votos Inválidos                  | 99    | 7,28 / 100,00   |
| Total                   | Total                            | 1 359 | 100,00 / 100,00 |
| Eleitorado/Participação | Eleitorado/Participação          | 3 725 | 36,48 / 100,00  |

#### Torres do Mondego
| Partido                 | Partido                               | Votos | %               | +/-  |
| ----------------------- | ------------------------------------- | ----- | --------------- | ---- |
|                         | Partido Socialista                    | 319   | 41,54 / 100,00  | 9,68 |
|                         | Aliança Portugal                      | 130   | 16,93 / 100,00  | 9,63 |
|                         | Coligação Democrática Unitária        | 119   | 15,49 / 100,00  | 0,62 |
|                         | Partido da Terra                      | 49    | 6,38 / 100,00   | 6,01 |
|                         | Bloco de Esquerda                     | 39    | 5,08 / 100,00   | 7,47 |
|                         | PCTP/MRPP                             | 15    | 1,95 / 100,00   | 0,02 |
|                         | LIVRE                                 | 11    | 1,43 / 100,00   | Novo |
|                         | Partido pelos Animais e pela Natureza | 9     | 1,17 / 100,00   | Novo |
|                         | Outros                                | 28    | 3,64 / 100,00   |      |
| Votos Inválidos         | Votos Inválidos                       | 49    | 6,38 / 100,00   | 1,37 |
| Total                   | Total                                 | 768   | 100,00 / 100,00 |      |
| Eleitorado/Participação | Eleitorado/Participação               | 2 098 | 36,61 / 100,00  | 1,05 |

#### Trouxemil e Torre de Vilela
| Partido                 | Partido                               | Votos | %               |
| ----------------------- | ------------------------------------- | ----- | --------------- |
|                         | Partido Socialista                    | 420   | 38,04 / 100,00  |
|                         | Aliança Portugal                      | 194   | 17,57 / 100,00  |
|                         | Coligação Democrática Unitária        | 143   | 12,95 / 100,00  |
|                         | Partido da Terra                      | 113   | 10,24 / 100,00  |
|                         | Bloco de Esquerda                     | 68    | 6,16 / 100,00   |
|                         | PCTP/MRPP                             | 19    | 1,72 / 100,00   |
|                         | LIVRE                                 | 18    | 1,63 / 100,00   |
|                         | Partido pelos Animais e pela Natureza | 12    | 1,09 / 100,00   |
|                         | Outros                                | 29    | 2,61 / 100,00   |
| Votos Inválidos         | Votos Inválidos                       | 88    | 7,97 / 100,00   |
| Total                   | Total                                 | 1 104 | 100,00 / 100,00 |
| Eleitorado/Participação | Eleitorado/Participação               | 3 487 | 31,66 / 100,00  |